# Fonzaso
Fonzaso – miejscowość i gmina we Włoszech, w regionie Wenecja Euganejska, w prowincji Belluno.
Według danych na styczeń 2009 gminę zamieszkiwało 3376 osób przy gęstości zaludnienia 122,8 os./1 km².